# Vanessa Angel
 (juin 2025).
Si vous disposez d'ouvrages ou d'articles de référence ou si vous connaissez des sites web de qualité traitant du thème abordé ici, merci de compléter l'article en donnant les références utiles à sa vérifiabilité et en les liant à la section « Notes et références ».
Vanessa Angel, née le 10 novembre 1966 à Londres (Angleterre), est une actrice anglaise.
Vanessa Madeline Angel a été découverte par Eileen Ford, agent de mannequins, de l'agence Select, à Londres, dans un café lorsqu'elle était adolescente.
Elle est engagée par l'agence Ford et déménage à New York à 16 ans.
Durant cette période, elle fait la couverture de Vogue et du Cosmopolitan.
Elle est connue pour avoir joué le rôle de Lisa dans la série Code Lisa, de 1994 à 1998, ainsi que celui de Claudia dans le film de comédie Kingpin, en 1996, aux côtés de Woody Harrelson, Randy Quaid et Bill Murray.
En 1995, pendant le tournage de Code Lisa, elle est retenue dans le rôle de Xena, brève invitée, pour la série Hercule, aux côtés de Kevin Sorbo. À la suite d'une maladie, elle n'a pu prendre le rôle, et c'est Lucy Lawless qui jouera Xena.
Elle se marie à l'acteur Rick Otto en 1996. Ils ont une fille.
En 2001, aux côtés de Richard Dean Anderson, elle est l’invitée de plusieurs épisodes de Stargate SG-1 où elle joue le rôle d'Anise/Freya.
Elle fait également une apparition dans la série Saving Grace en 2009 aux côtés de Holly Hunter, Leon Rippy et Kenneth Allen Johnson.
Vanessa a créé une ligne de vêtements, Vane LA, qui se vend dans des boutiques de mode de Los Angeles depuis 2009.

## Filmographie
- 1985 : Drôles d'espions (Spies Like Us) : Russian Rocket Crew
- 1989 : Another Chance (en) : Jackie Johanson
- 1990 : The King of New York (King of New York) : British Female
- 1991 : Alerte à Malibu (Baywatch) : Megan
- 1991 : Killer Instinct (en) : Deborah Walker
- 1992 : Arrête ou ma mère va tirer ! (Stop! Or My Mom Will Shoot) : Stewardess
- 1992 : Business Woman (Lady Boss) (téléfilm) : Christie
- 1993 : The Cover Girl Murders (téléfilm) : Rachel
- 1994 : Cityscrapes: Los Angeles : Trouble
- 1994 : Code Lisa (Weird Science) (série télévisée) : Lisa
- 1994 : Sleep with Me : Marianne
- 1996 : Kingpin : Claudia
- 1998 : Une fiancée pour deux (Kissing a Fool) : Natasha
- 1999 : Fausse donne (Made Men) : Debra
- 2000 : Deux escrocs, un fiasco (Partners) (téléfilm) : Angel
- 2001 : Stargate SG-1 (série télévisée) (s4, ép3,4,5] : Anise/Freya
- 2000 : Enemies of Laughter : Jennifer
- 2000 : G-Men from Hell : Gloria Lake
- 2001 : Camouflage (de) : Cindy Davies
- 2001 : Piège de feu (Firetrap) : Beth Hooper (VF : Véronique Alycia)
- 2002 : Jurassic Tiger (Sabretooth) : Catherine Viciy
- 2004 : Les Notes parfaites (The Perfect Score) : Anita Donlee
- 2004 : La Secte des vampires (Out For Blood ) : Susan Hastings
- 2004 : P'tits Génies 2 (SuperBabies: Baby Geniuses 2) de Bob Clark : Jean Bobbins
- 2004 : Puppet Master vs. Demonic Toys (téléfilm) : Erica Sharpe
- 2005 : Amour et Préméditation (Criminal Intent) (téléfilm) : Susan Grace
- 2005 : Entourage (TV - s2ep9) : Elle-même
- 2005 : Raging Sharks : Linda Olsen
- 2005 : The Good Humor Man : Ms. Barlass
- 2005 : Popstar (téléfilm) : Diane
- 2006 : Monster Night (cy) : Claire Ackerman
- 2007 : Planet Raptor (en) : Dr Anna Rogers
- 2009 : Saving Grace : Pauline (2x08)
- 2009 : Level Seven : Angela
- 2009 : The Mars Shuttle Murders : Helena Kirkowski
- 2011 : Cougar Hunting : Ursula
- 2011 : Bon à tirer (B.A.T.) (Hall Pass), de Peter et Bobby Farrelly : Missy
- 2012 : Californication : Alison (1 épisode)
- 2016 : La talentueuse mademoiselle Cooper : La reine Rasalind